# Borgonovo Val Tidone
Borgonovo Val Tidone (emilián nyelven Burgnöv) település Olaszországban, Emilia-Romagna régióban, Piacenza megyében. Lakosainak száma 8105 fő (2023. január 1.). Borgonovo Val Tidone Agazzano, Castel San Giovanni, Gragnano Trebbiense, Alta Val Tidone, Pianello Val Tidone, Rottofreno, Ziano Piacentino és Sarmato községekkel határos.

## Népesség
A település népességének változása:
| Lakosok száma | 7893 | 7952 | 8105 |
|               | 2017 | 2018 | 2023 |